# Rohozná (district de Jihlava)
Pour les articles homonymes, voir Rohozná.
Rohozná (en allemand : Rohosna) est une commune du district de Jihlava, dans la région de Vysočina, en République tchèque. Sa population s'élevait à 415 habitants en 2024.

## Géographie
Rohozná se trouve à 9 km au nord-ouest de Třešť, à 15 km à l'ouest-sud-ouest de Jihlava et à 107 km au sud-est de Prague.
La commune est limitée par Nový Rychnov au nord, par Celje à l'est, par Dolní Cerekev au sud-est, par Batelov au sud-ouest, et par Horní Cerekev à l'ouest.

## Histoire
La première mention écrite du village date de 1209.

## Transports
Par la route, Ždírec se trouve à 11,5 km de Třešť, à 19,5 km de Jihlava et à 131 km de Prague.